# Урочище Гощів
Уро́чище «Го́щів» — гідрологічний заказник місцевого значення в Україні. Розташований на теренах Обухівської міської громади Обухівського району Київської області, на захід від села Таценки.

## Загальні відомості

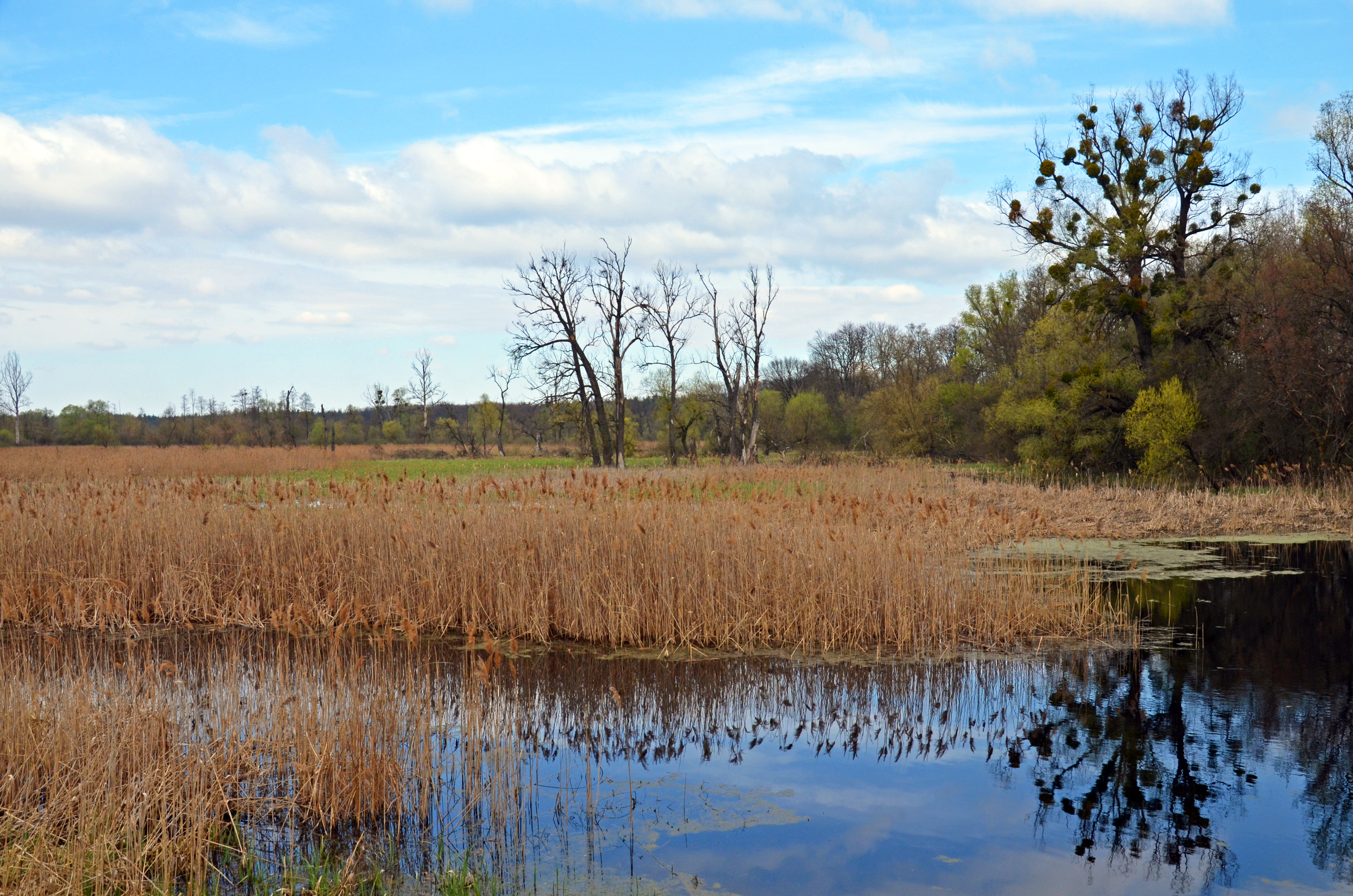

Площа 215 га. Статус присвоєно згідно з рішенням Київської обласної ради від 17 жовтня 1988 року за № 215. Землекористувачем теренів заказника є ДП «Київське лісове господарство» (Козинське лісництво, кв. 51, вид. 8, 10, 28; кв. 57, вид. 1-15; кв. 58, вид. 15-19, 28, 32; кв. 63 вид. 1-15; кв. 64, вид. 1-21, 32-34, 39, 43; кв. 68, вид. 11, 14, 15; кв. 69, вид. 1-15).

## Опис території
На цих теренах збереглись природні болотні масиви і ділянки заплававного лісу, які формують природні насадження верб (Salix L.), ясенів (Fraxinus), кленів (Acer L.), дубів (Quercus). Через терени заказника ще на початку ХХ ст. проходило допоміжне русло Дніпра, сліди якого у вигляді водойм річки Віта збереглись західніше Національному природному парку «Голосіївський». У давнину це було прарусло Дніпра, що проходило біля селищ Лісники — Ходосівка — Підгірці — Нові Безрадичі — Нещерів — Українка вздовж високого корінного правого берега, що був схилом Київського плато. Терени східніше до сьогоднішнього русла Дніпра, імовірно, виникли на основі мілини посеред прарусла Дніпра, трансформувавшись з віками у алювіальний піщаний дюнний масив. Прарусло було вкрите вологим заплавним лісом із домінантними заростями вільхи чорної (Alnus glutinosa), тополі білої (Populus alba), верби білої (Salix alba). У час повеней весною по старому руслу проходив надлишок дніпровської води. Проходження паводкової води по старому руслу припинилось із будівництвом 1964 року Київської ГЕС, будівництва дамби біля села Калинове. Старе русло залишається надмірно зволоженим чи заболоченим завдяки високому рівню ґрунтових вод, і цьому сприяє підняття рівня води в Дніпрі після будівництва Канівської ГЕС. Тут було проведено меліоративні роботи з прокладенням мережі осушувальних каналів. Більша частина вкрита заростями очерету, а решта площі реліктової заплави прарусла використовується у господарських цілях.
На захід і південь від заказника проходить зарегульоване русло ріки Стугна, біля лівого берега якої розташований заплавний ліс, заболочені ділянки. Ці терени затоплюються весняними повенями.

## Флора

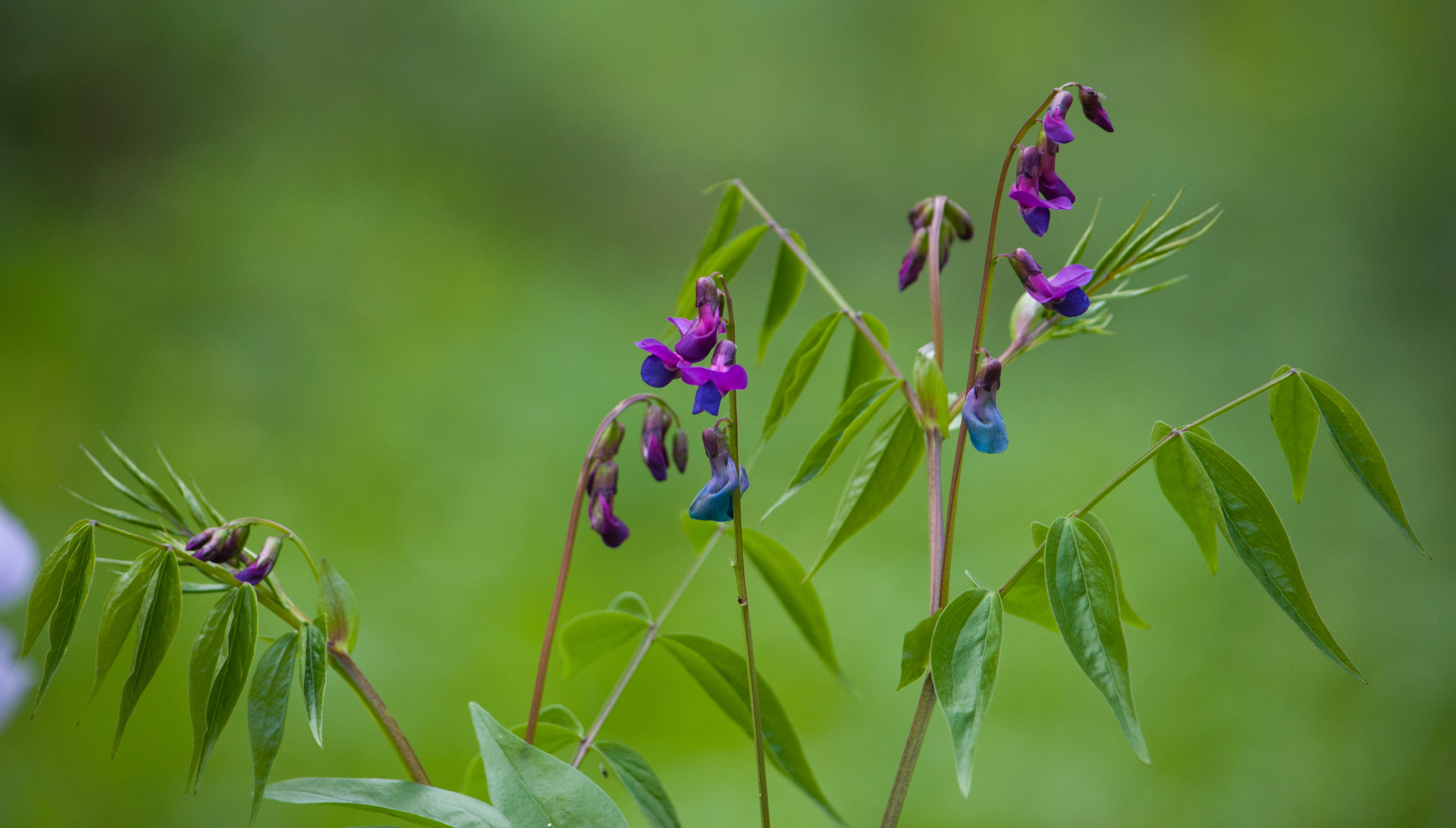
Чина Лісова

В урочищі Гощів збереглись рештки заплавного лісу з тополі сіріючої (Populus incana), вільхи чорної (Alnus glutinosa), верби білої (Salix alba), не надто поширеної тополі чорної (Populus nigra), що зазнав певних змін внаслідок проведеної меліорації. Тепер у лісі трапляються ясен (Fraxinus excelsior), в'яз гладкий (Ulmus laevis), клен американський (Acer negundo), клен польовий (Acer campestris), клен гостролистий (Acer platanoides), клен татарський (Acer tataricum), здичавіла слива (Prunus sp.), дуб черешчатий (Quercus robur) та чагарники свидина криваво-червона (Swida sanquinea), ліщина звичайна (Corylus avellana), що поширена на Київському плато.
У трав'янистих рослин крім видів характерних для заплавного біоценозу трапляються види, що властиві для дубово-грабових лісів з теренів Київського плато, та рудеральна рослинність. В урочищі трапляється чистець лісовий (Stachys sylestris), празелень звичайна (Lapsana communis), лобода біла (Chenopodium album), череда листяна (Bidens frondosa), герань робертова (Geranium robertianum), чистотіл великий (Chelidonium majus), стоколос Бенекена (Bromopsis benekenii), гравілат річковий (Geum rivale), борщівник сибірський (Heracleum sibiricum), гірчак перцевий (Polygonum hydropiper), зірочник лісовий (Stellaria holostea), квасениця пряма (Xanthoxalis dillenii), яглиця звичайна (Aegopodium podograria), фіалка дивна (Viola mirabilis), куцоніжка лісова (Brachypodium sylvaticum), розрив-трава дрібноквіткова (Impatiens parviflora), купина багатоквіткова (Polygonatum multiflorum), яка вражена грибком (Phyllosticta cruenta).
На луках зустрічається парило звичайне (Agrimonia eupatoria), грястиця збірна (Dactylis glomerata), горошок мишачий (Vicia cracca), ожина сиза (Rubus caesus), м'яточник чорний (Ballota ruderalis), лопух справжній (Arctium lappa), суховершки звичайні (Prunella vulgaris), ваточник сирійський (Asclepias syriaca), куничник наземний (Calamagrostis epigeos), підмаренник справжній (Gallium verum), Чина лучна (Lathyrus pratensis), материнка звичайна (Origanum vulgare), лисохвіст лучний (Alopecurus pratensis), рутивця блискуча (Thalictrum splendens), конвалія звичайна (Convallaria majalis), тонконіг лучний (Poa pratensis), зірочник середній (Stellaria media).
В урочищі трапляються фрагменти заплавного ясеново-вільхового лісу (Fraxino-Alnetum), код угруповання 91E0-3, що охороняється Оселищною директивою Євросоюзу. 

## Фауна

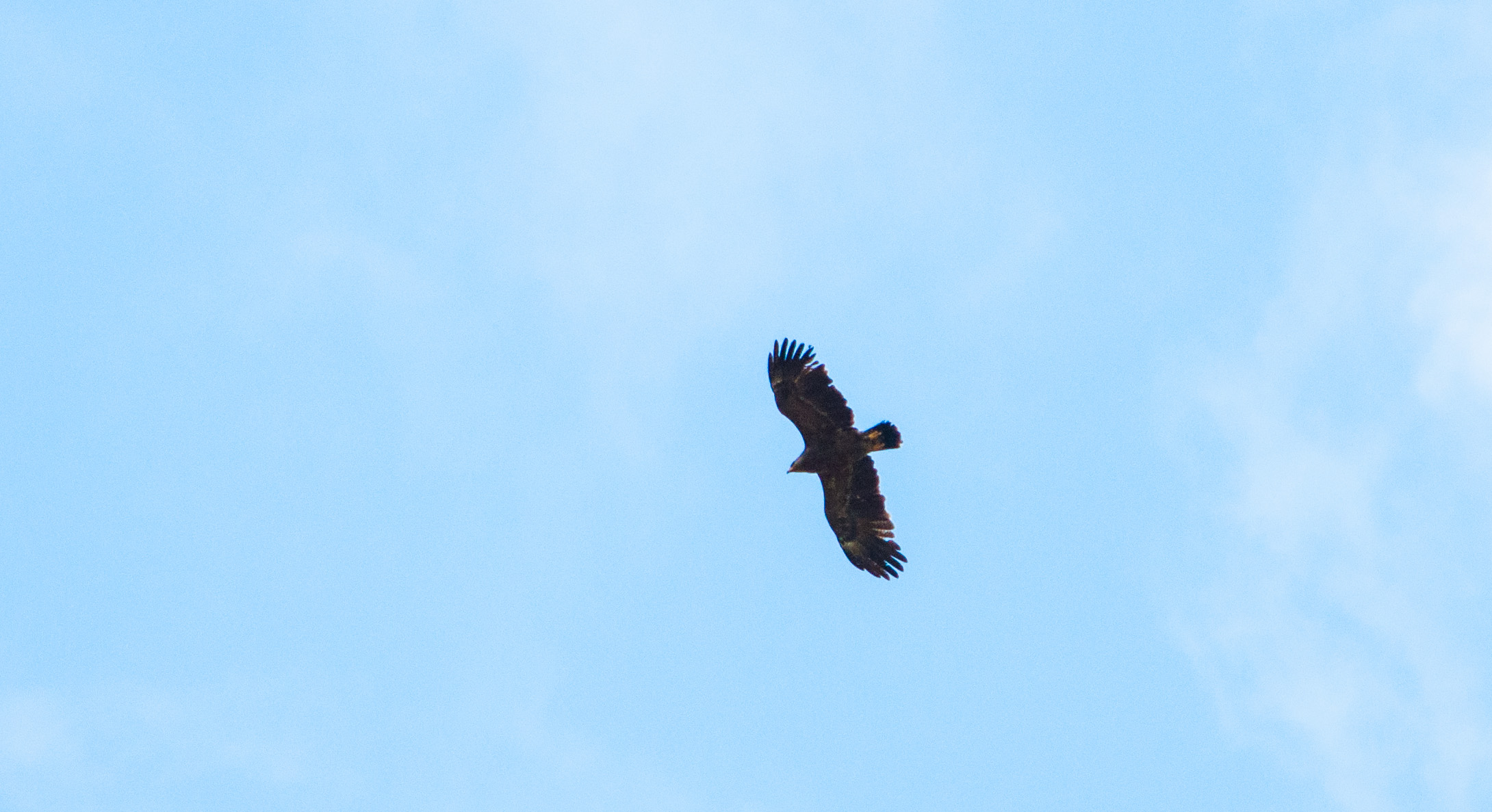
Підорлик малий

Завдяки значному зволоженню ґрунтів значна частина урочища не потерпає від надлишкового антропогенного впливу, зокрема любителів відпочинку на природі. Завдяки цьому в урочищі Гощів поширеними є локальні популяції птахів, що відрізняються доволі значним різноманіттям. Вони гніздяться тут, чи зупиняються в час міграції. Найбільш чисельними з 145 видів птахів є дрібні птахи з ряду горобцевих, з яких увагу привертають перелітна кропив'янка чорноголова (Sylvia atricapilla), вивільга звичайна (Oriolus oriolus), щеврик лісовий (Anthus trivialis). Траплялись мартин звичайний (Larus ridibundus), чапля велика біла (Egretta alba), чорний лелека (Ciconia nigra), турпан(Melanitta fusca), ластівка сільська (Hirundo rustica), берегова ластівка (Riparia riparia), дрізд чорний (Turdus merula), чиж (Spinus spinus).
Їхня значна кількість, брак надмірної людської уваги сприяє гніздуванню тут великих хижих птахів, чиї гнізда досліджували у заказнику чи поблизу нього — скопа (Pandion haliaetus), підорлик великий (Aquila clanga), орел-карлик (Hieraaetus pennatus), осоїд (Pernis apivorus), підорлика малого (Aquila pomarina), чорного шуліки (Milvus migrans). Декілька птахів занесено до Червоної книги України.